# Krzysztof Łypacewicz
Krzysztof Roman Łypacewicz (ur. 21 kwietnia 1931 w Warszawie, zm. 6 sierpnia 2017 tamże) – polski inżynier, więzień polityczny, działacz opozycji w okresie PRL, były wicewojewoda warszawski.

## Życiorys
Syn Stanisława i Anny. W okresie II wojny światowej należał do Szarych Szeregów. W 1944 był łącznikiem w powstaniu warszawskim w Śródmieściu. Od 1948 działał w grupach niepodległościowych. W 1951 został aresztowany, następnie skazany na karę sześciu lat pozbawienia wolności, zwolniono go warunkowo w 1954.
Absolwent Państwowego Gimnazjum i Liceum im. Stefana Batorego w Warszawie (matura 1948). W 1958 ukończył studia na Wydziale Inżynierii Lądowej Politechniki Warszawskiej, w 1975 obronił doktorat. W latach 1958–1989 pracował jako główny projektant w Centralnym Ośrodku Badawczo-Projektowym Konstrukcji Metalowych „Mostostal” w Warszawie. W 1980 wstąpił do „Solidarności”, przewodniczył komisji zakładowej, zasiadał w zarządzie Regionu Mazowsze, był delegatem na I KZD w Gdańsku. W stanie wojennym został internowany na okres około trzech miesięcy. Działał potem w podziemnych strukturach związku.
W 1990 objął urząd wicewojewody warszawskiego. Bez powodzenia ubiegał się o mandat senatorski w wyborach z 1991 z ramienia KLD. W 1994 podał się do dymisji, przechodząc na emeryturę. Do 1998 zasiadał w radzie gminy Warszawa-Centrum. Należał do Związku Powstańców Warszawskich.
Został pochowany  na cmentarzu Powązkowskim w Warszawie (kwatera 315/5/20).

## Odznaczenia
Odznaczony Krzyżem Kawalerskim Orderu Odrodzenia Polski, w 1994 otrzymał Krzyż Oficerski tego orderu. Wyróżniony także Medalem „Za zasługi dla obronności kraju”, Krzyżem Armii Krajowej, Warszawskim Krzyżem Powstańczym i Srebrnym Krzyżem Zasługi z Mieczami.